# Renate Vincken
Renate Vincken (Leeuwarden, 26 augustus 1943 – Deventer, 23 april 2013) was een Nederlandse beeldhouwer en keramist.

## Leven en werk
Vincken werd als beeldhouwer opgeleid aan de Gerrit Rietveld Academie in Amsterdam, waarna zij aanvullende opleidingen op haar vakgebied volgde. Zij vestigde zich als beeldend kunstenaar in Deventer. Ze maakte vooral beeldhouwwerken voor de openbare ruimte, die op diverse plaatsen in Nederland zijn te vinden.
In april 2013 is zij op 69-jarige leeftijd in Deventer overleden.

## Enkele werken

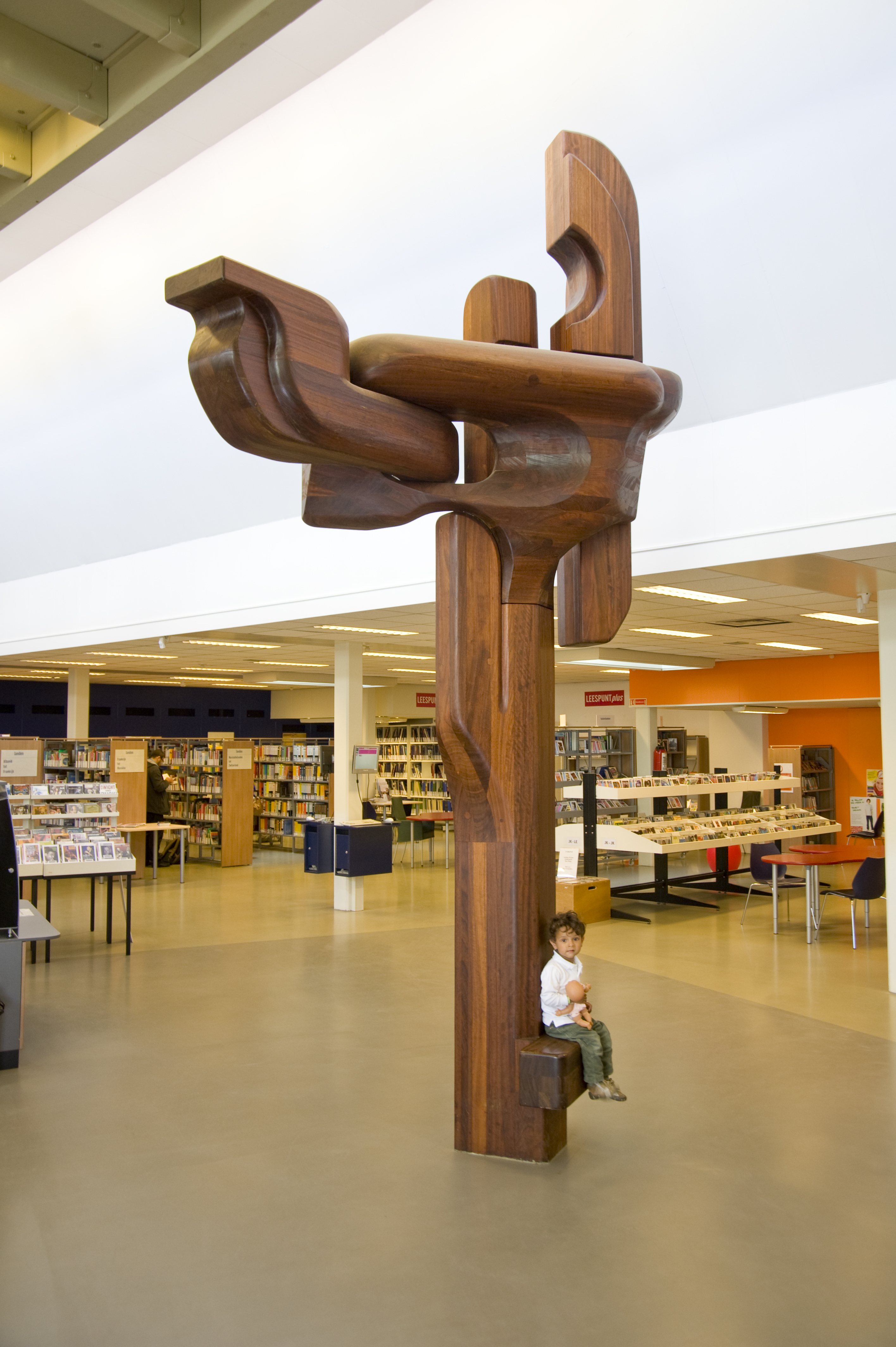
Houtsculptuur openbare bibliotheek, Leiden
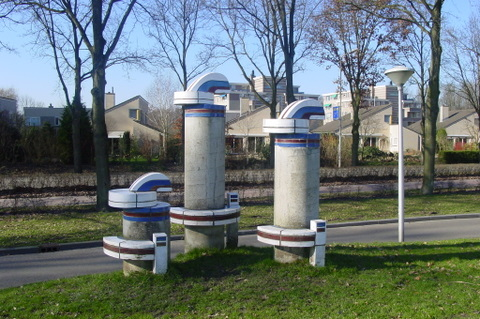
Golven Bosbadhal, Emmeloord

- RKD-Nederlands Instituut voor Kunstgeschiedenis: 81155